# Beatrice Rosen
Beatrice Rosen, pseudonimo di Béatrice Rosenblatt (New York, 29 novembre 1977), è un'attrice statunitense di origini francesi.

## Biografia
Beatrice è nata a New York negli Stati Uniti. È cresciuta in Francia a Parigi, dove ha iniziato a recitare all'età di 10 anni. Fino ai primi anni del 2000, Beatrice Rosen recita in alcuni film e serie televisive francesi. Nel 2004, dopo aver lasciato la Francia, passa alla carriera di attrice a livello internazionale, recitando nei film americani e in televisione negli Stati Uniti e nel Regno Unito.

## Filmografia

### Cinema
- La Vieille barrière, regia di Lyèce Boukhitine - cortometraggio (1998)
- Le Ciel, les oiseaux,... et ta mère!, regia di Djamel Bensalah (1999)
- La révolution sexuelle n'a pas eu lieu, regia di Judith Cahen (1999)
- Clown, regia di Alexandre Ciolek - cortometraggio (1999)
- Chaos Theory, regia di Edward Vilga (2000)
- Cravate club, regia di Frédéric Jardin (2002)
- Undercover, regia di Olivier Ayache-Vidal - cortometraggio (2002)
- Vendette di famiglia (Bienvenue Chez Les Rozes), regia di Francis Palluau (2003)
- Amori in corsa (Chasing Liberty), regia di Andy Cadiff (2004)
- Blindfolded, regia di Stuart Acher - cortometraggio (2006)
- La forza del campione (Peaceful Warrior), regia di Victor Salva (2006)
- Oltre i binari (The Other Side of the Tracks), regia di Alejandro Daniel Calvo (2008)
- Il cavaliere oscuro (The Dark Knight), regia di Christopher Nolan (2008)
- 2012, regia di Roland Emmerich (2009)
- The Big I Am, regia di Nic Auerbach (2010)
- Life's a Beach, regia di Tony Vitale (2012)
- Road Nine, regia di Sebastien Rossi (2012)
- Quando meno te l'aspetti (Au bout du conte), regia di Agnès Jaoui (2013)
- Dirty Movie, regia di Scott Dodgson (2013)
- Delirium, regia di Lee Roy Kunz (2013)
- Chiedimi tutto (Ask Me Anything), regia di Allison Burnett (2014)
- Bipolar, regia di Jean Veber (2014)
- Zugzwang, regia di Stephon Stewart (2014)
- La testa tra le stelle (La Tête dans les étoiles), regia di Emmanuel Gillibert (2023)

### Televisione
- Smallville - Serie TV (2005)
- Streghe - Serie TV (2005)
- Taxi Brooklyn - Serie TV (2014)
- Backstrom - Serie TV (2015)
- The Saint – film TV, regia di Ernie Barbarash (2017)

## Doppiatrici italiane
- Tiziana Martello in Law & Order: Criminal Intent
- Anastasia Vaghina in 2012